# Хлібокомбінат (Чернігів)
ПАТ «Чернігівський хлібокомбінат» — хлібокомбінат у Чернігові.
ПАТ «Чернігівський хлібокомбінат» — основний виробник хліба та хлібобулочних виробів Чернігівської області. Свою продукцію підприємство реалізує у 13 районах Чернігівщини. До складу підприємства входить Хлібозавод № 1 (побудований 1935 року), Хлібозавод № 2 (побудований 1965 року) та механічна пекарня (відкрита 1896 року). Підприємство виготовляє 60-62 тонни продукції на добу.
Сьогодні основні виробничі потужності розташовані на території хлібокомбінату № 2.

## Продукція
Хлібокомбінат виробляє хліб пшеничних та житніх сортів, кондитерські вироби.